# Trachypachus zetterstedtii
Trachypachus zetterstedtii is een keversoort uit de familie Trachypachidae. De wetenschappelijke naam van de soort is voor het eerst geldig gepubliceerd in 1827 door Gyllenhal als Blethisa zetterstedtii.